# Лазар Лукаров
Лазар Лукаров е български революционер, деец на Вътрешната македоно-одринска революционна организация.

## Биография
Лазар Лукаров е роден в костурското село Апоскеп, тогава в Османската империя. Присъединява се към ВМОРО и е четник при Васил Чекаларов и Кольо Добролишки. През Илинденско-Преображенското въстание участва в сраженията при Апоскеп, Летников връх, Верутска глава, Ковачо и други. Загива на 30 август 1903 година.